# Trikunamalaja
Trikunamalaja (Trinkomali) (tamilski: திருகோணமலை, syngaleski: ත්‍රිකුණාමළය, angielski: Trincomalee) – miasto portowe w północno-wschodniej Sri Lance nad Oceanem Indyjskim. Administracyjnie znajduje się w dystrykcie Trikunamalaja w prowincji Wschodniej. Liczyło 99 tys. mieszkańców (2012). Miasto położone jest na półwyspie o skomplikowanej linii brzegowej. Jego nazwa wywodzi się z tamilskiego Thiru-kona-malai, co oznacza Święte Wschodnie Wzgórze. Miasto jest znane z plaż, oraz Thirukonesvaram Kovil, najstarszej na Sri Lance świątyni hinduistycznej. Chociaż w Trikunamalai znajdują się bazy armii Sri Lanki (lotnicza i morska), Tamilskie Tygrysy uważali miasto za stolicę państwa Ilam, o którego niepodległość walczyli do 2009.